# Domitius luquei
Domitius luquei es una especie de arañas araneomorfas cavernícola de la familia Nesticidae.

## Distribución geográfica
Es endémica del norte de la península ibérica (España).